# Distichophyllum graeffeanum
Distichophyllum graeffeanum är en bladmossart som beskrevs av Brotherus 1907. Distichophyllum graeffeanum ingår i släktet Distichophyllum och familjen Hookeriaceae. Inga underarter finns listade i Catalogue of Life.